# Kolej linowo-terenowa na Kamienną Górę w Gdyni

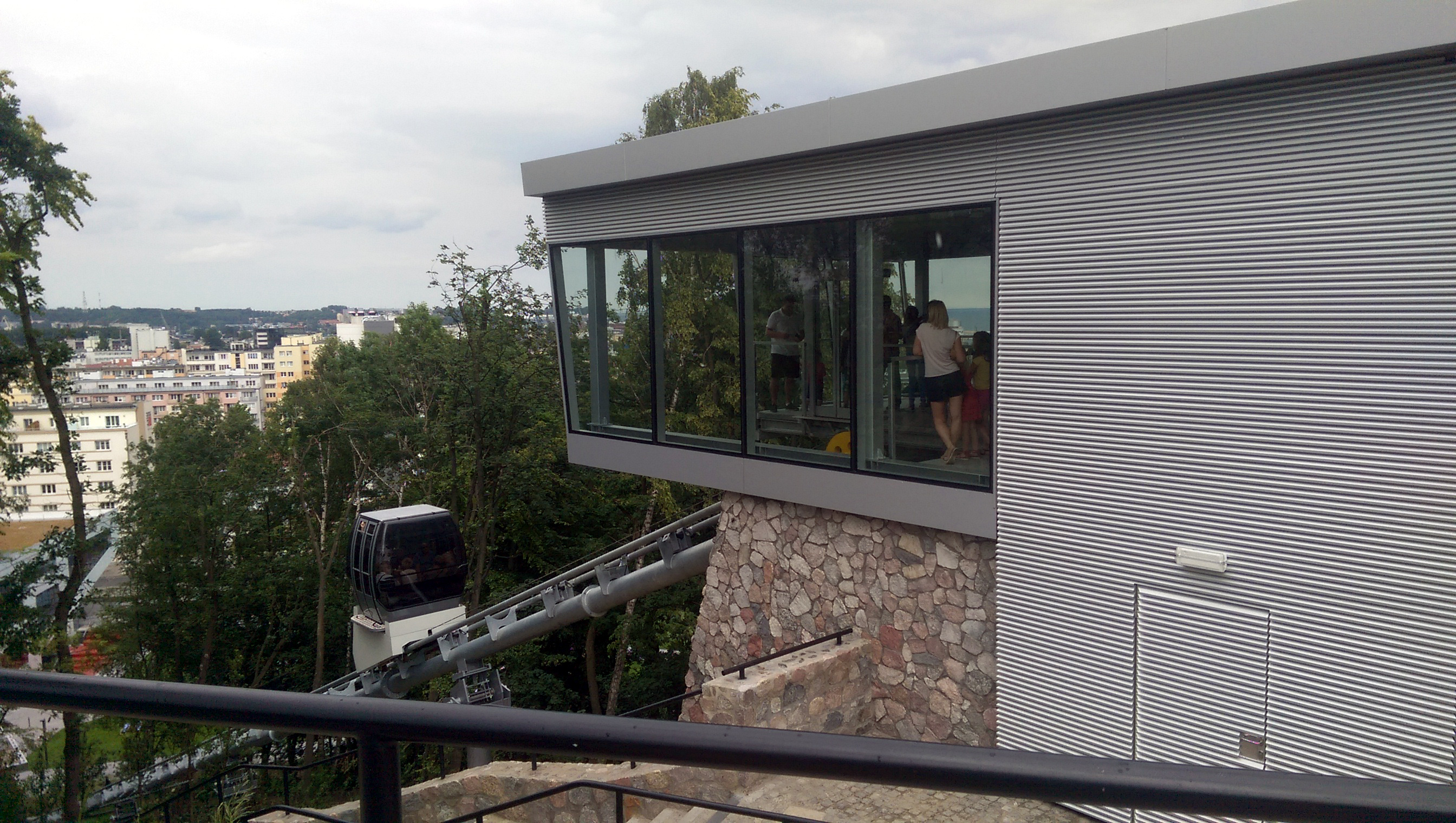
Wjazd wagonika na stację górną kolejki linowo–terenowej na Kamienną Górę w Gdyni

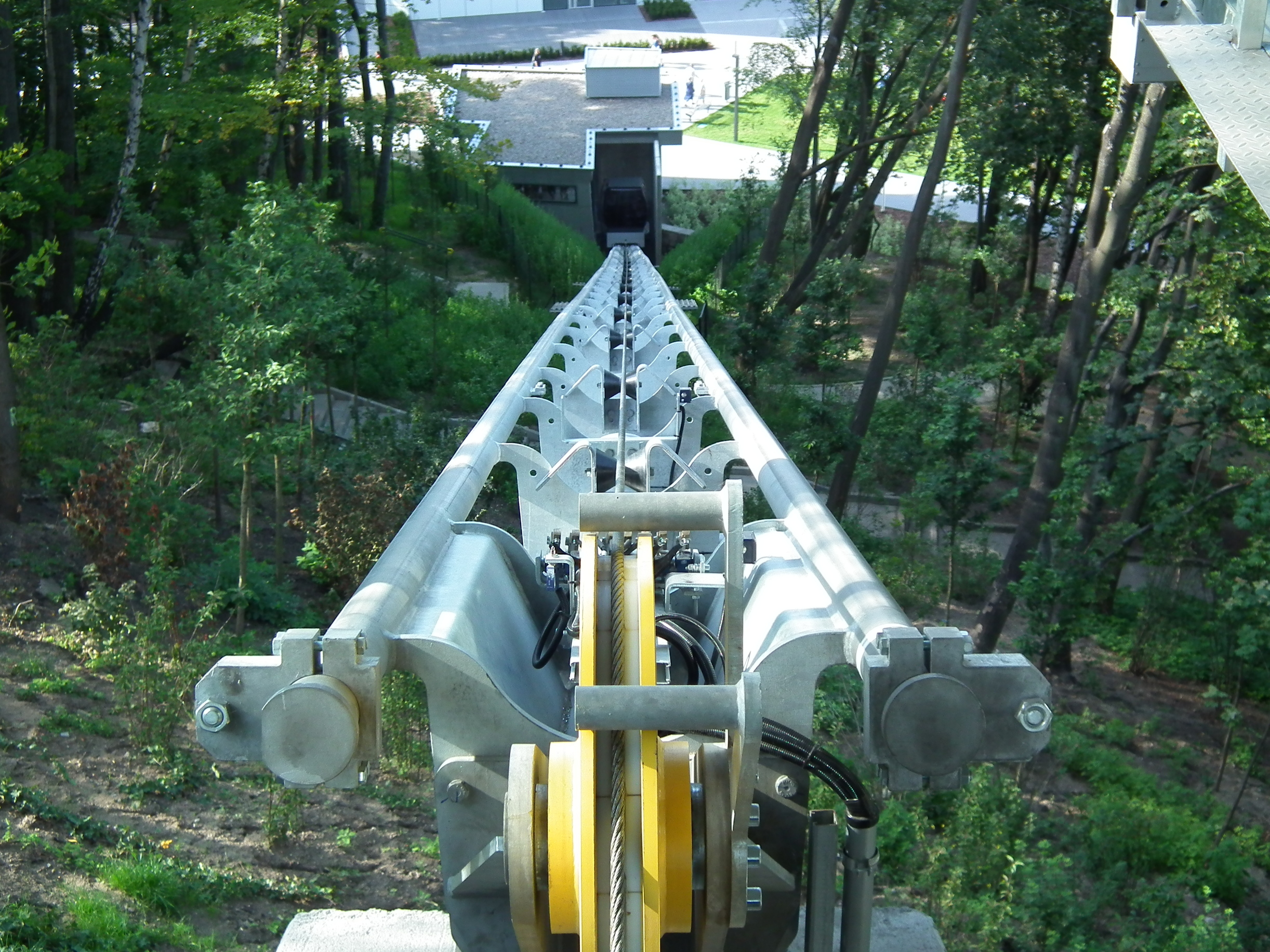
Cała trasa

Kolej linowo-terenowa na Kamienną Górę w Gdyni – całoroczna kolej linowo-terenowa znajdująca się w centrum Gdyni.
Kolejka została uruchomiona 4 lipca 2015. Powstała w ramach unijnego programu JESSICA, w ramach którego przeprowadzono również rewitalizację placu Grunwaldzkiego, znajdującego się u podnóża Kamiennej Góry, oraz budowę na nim podziemnego parkingu na 180 pojazdów. Koszt budowy kolejki oszacowano na 6 milionów złotych.
Jest to kolej z jednym wagonikiem obsługiwanym przez ochroniarza, poruszającym się po jednym torze o długości całkowitej 115 metrów. Wagonik posiada udźwig 960 kilogramów, co umożliwia jednorazowy przejazd 12 pasażerów stojących lub 8 siedzących.
Forma architektoniczna obu stacji kolejki nawiązuje do tradycji gdyńskiego modernizmu (prostota bryły, minimalizm detalu, wykorzystaniem szlachetnych materiałów). Projektantem inwestycji była firma Arch Deco.
Dolna stacja kolejki znajduje się na placu Grunwaldzkim, nieopodal Teatru Muzycznego im. Danuty Baduszkowej. Stacja górna znajduje się na szczycie Kamiennej Góry.
Przejazd kolejką jest bezpłatny dla pasażerów.

## Dane techniczne
| Kolej linowo-terenowa   | na Kamienną Górę w Gdyni |
| ----------------------- | ------------------------ |
| Długość trasy [m]       | 96                       |
| Różnica poziomów [m]    | 40                       |
| Średnie pochylenie [%]  | 26                       |
| Pojemność wagonu [osób] | 12                       |
| Czas jazdy [min.]       | 2                        |